# Zorgvuldig bestuur
Met zorgvuldig bestuur wordt in de Vlaamse onderwijscontext expliciet verwezen naar wetgeving die scholen een aantal verplichtingen oplegt die onrechtstreeks de kwaliteit van het onderwijs beïnvloeden:
- verplichte kosteloosheid, geen verdoken inschrijvingsgeld,
- vermijden van oneerlijke concurrentie tussen scholen of onderwijsnetten,
- verbod op politieke activiteiten binnen de school,
- verbod op handelsactiviteiten binnen de school. Hier zijn wel uitzonderingen voorzien: verkoop van turnkledij met school-logo bijvoorbeeld,
- strikte beperking van reclame en sponsoring door externen
- minimum leerling- en ouderparticipatie.

Zorgvuldig bestuur betekent dus dat alle scholen (basisscholen, scholen voor voltijds secundair onderwijs, het deeltijds kunstonderwijs, maar ook de internaten en centra voor leerlingenbegeleiding en het volwassenenonderwijs) zich in de dagelijkse werking aan deze aantal principes moeten houden.
In het kader van deze wetgeving werd een commissie zorgvuldig bestuur opgericht, waar ouders, leerlingen, leerkrachten inbreuken kunnen melden.